# Cordulegaster boltonii
Cordulegaster boltonii (tên tiếng Anh: Golden-ringed Dragonfly) là một loài chuồn chuồn ngô của Anh dài nhất, là loài duy nhất của chi ở Vương quốc Anh.
Nó dễ xác định bởi các dải vàng và đen riêng biệt không loài chuồn chuồn nào ở Vương quốc Anh có.
Con cái đẻ trứng ở vùng nước nông. Ấu trùng có lông sinh sống ở đáy nước. Chúng chui khỏi mặt nướcc khoảng 2-3 năm sau, và thường dưới lớp vỏ đen.

## Hình ảnh

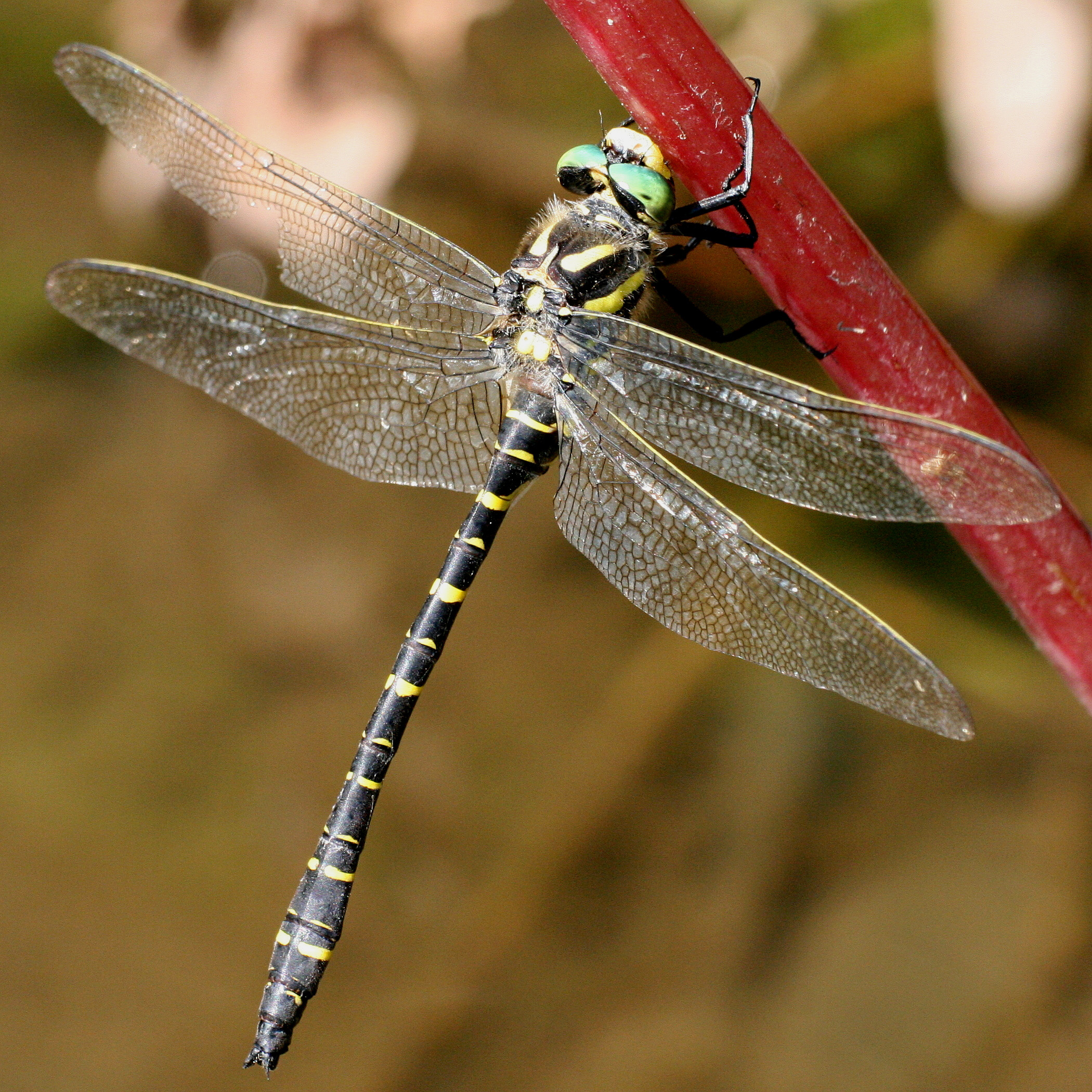
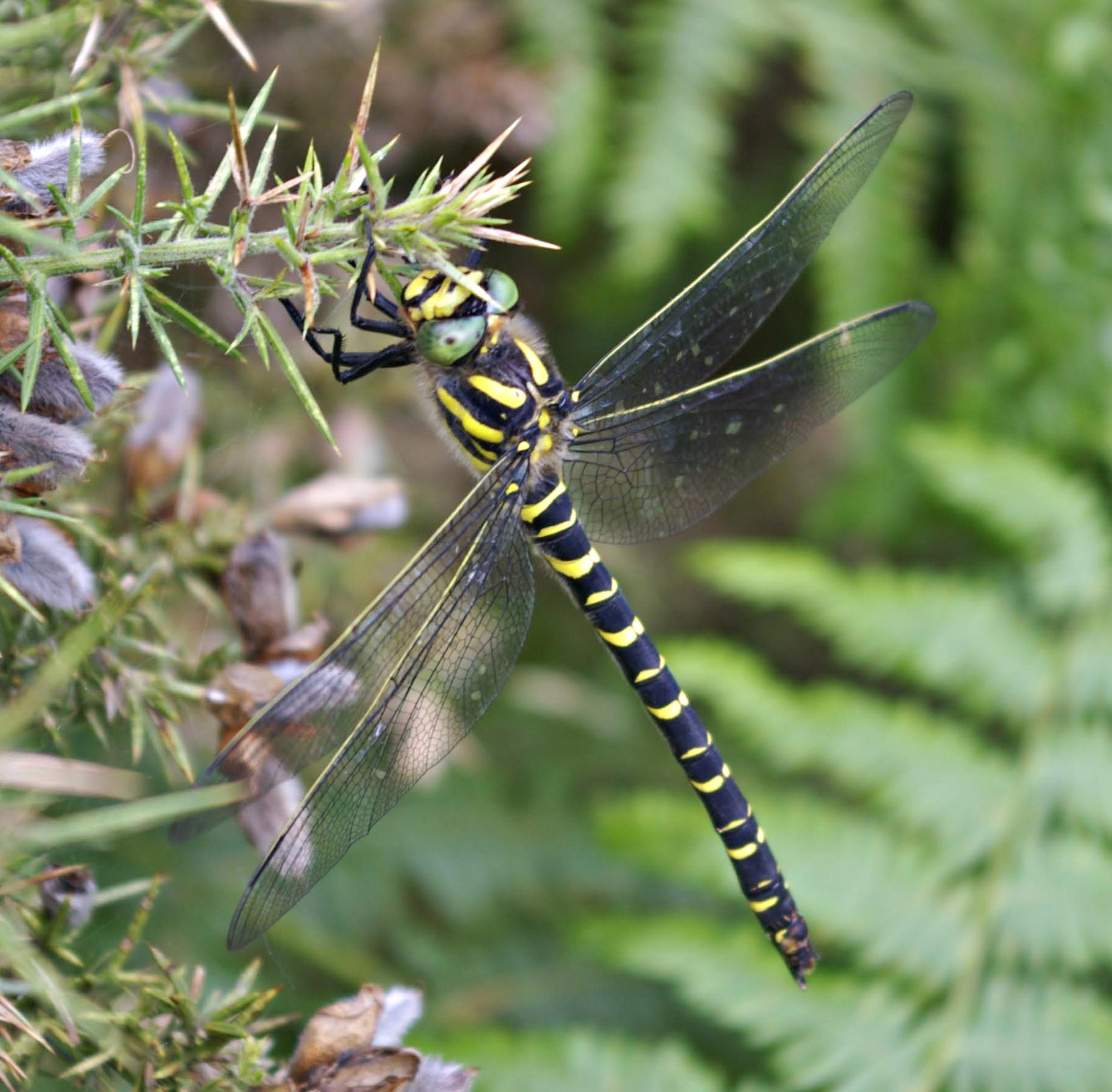
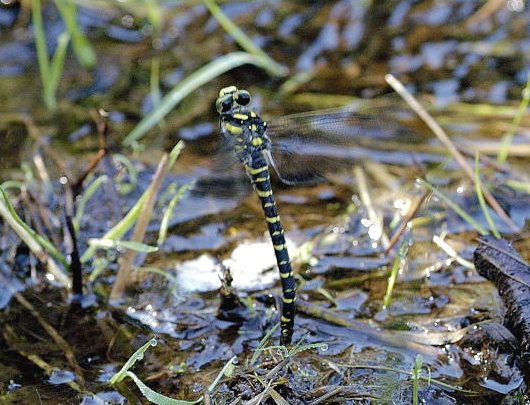
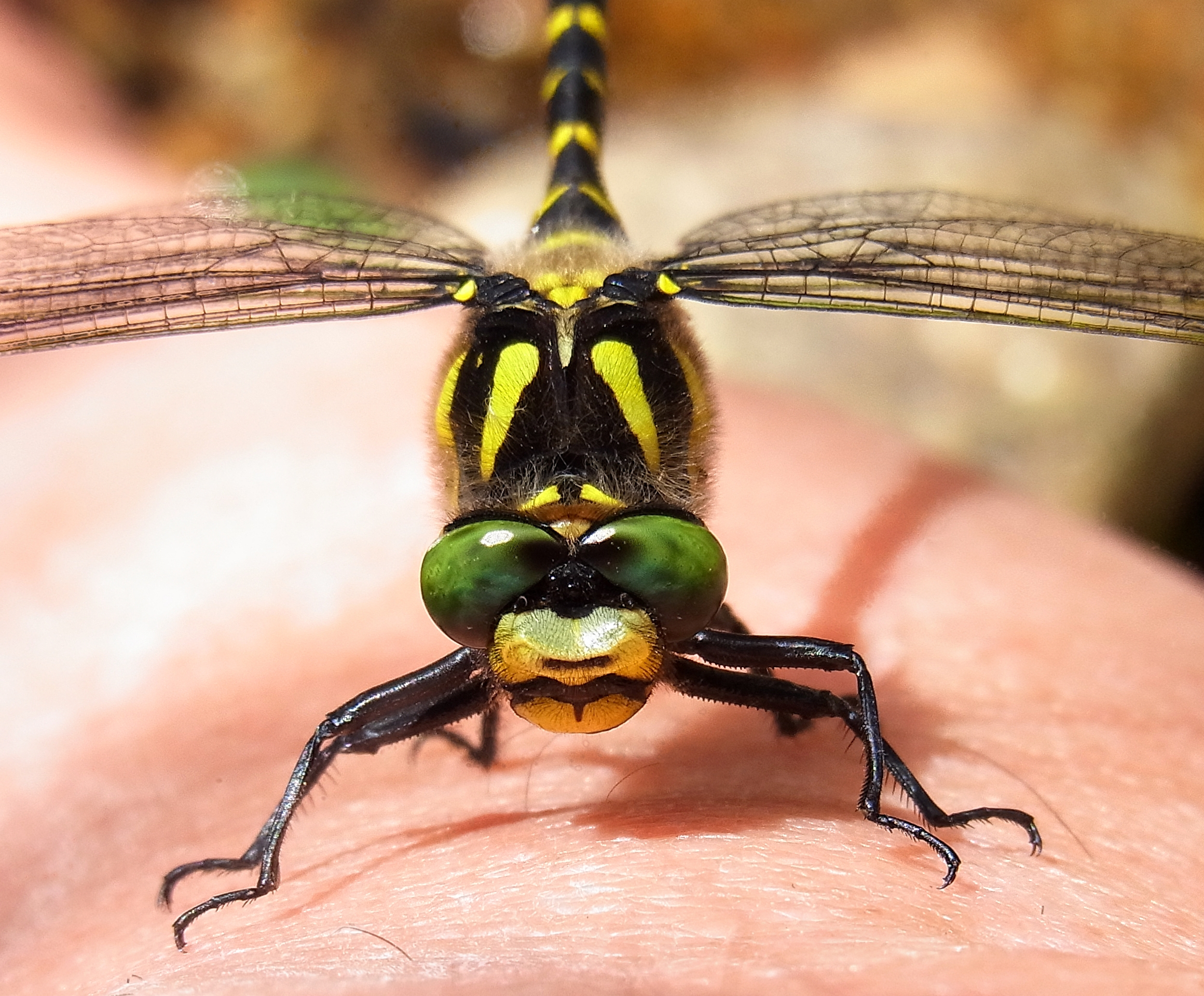